# 木村元 (外交官)

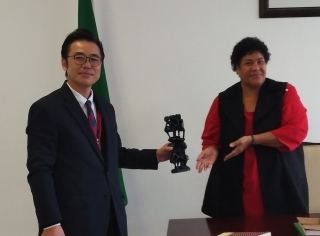
ジェンダー・子ども・社会活動大臣ネレティ・ブルック・モンドラーネ（右）を訪問する在モザンビーク大使在任時の木村（2020年）

木村 元（きむら はじめ、1957年〈昭和32年〉 - ）は、日本の外交官。新潟県出身。2017年（平成29年）4月から在クリチバ日本国総領事、2020年（令和2年）1月から駐モザンビーク特命全権大使を務めた。

## 人物・経歴
新潟県出身。
1982年（昭和57年）外務省専門職員採用試験合格。
1983年（昭和58年）上智大学外国語学部ポルトガル語学科卒業後、外務省に入省。
マナウス総領事館、在ブラジル大使館、在ポルトガル大使館、在ポルト・アレグレ総領事館（現・領事事務所）、中南米局南米課課長補佐、在リオデジャネイロ総領事館等で勤務。在パラグアイ大使館、中南米局南米課地域調整官を経て、2017年（平成29年）在クリチバ総領事に就任。伯国での勤務経験が長い。2020年（令和2年）駐モザンビーク特命全権大使。2024年（令和6年）依願免職。

## 同期
- 相川一俊（23年EU大使・20年イラン大使）
- 相星孝一（21年韓国大使・18年イスラエル大使・14年ASEAN大使）
- 尾池厚之（23年ジュネーブ代表部大使・20年ユネスコ大使）
- 小笠原一郎（19年軍縮会議大使・16年マダガスカル大使）
- 奥山爾朗（22年ヨルダン大使）
- 片山和之（23年日本台湾交流協会台北事務所長・20年ペルー大使）
- 金杉憲治（23年中国大使）
- 杵渕正巳（22年ボスニアヘルツェゴビナ大使・20年東ティモール大使）
- 新美潤（22年OECD大使）
- 丸山則夫（22年アイルランド大使）
- 水内龍太（22年オーストリア大使・20年ザンビア大使）
- 水鳥真美（18年国連事務総長特別代表）
- 道上尚史（23年ブルガリア大使・21年ミクロネシア連邦大使）
- 南博（22年オランダ大使）
- 宮原信孝（18年笹川平和財団研究員）
- 村林弘文（21年在ヒューストン日本国総領事）
- 森健良（21年外務事務次官）
- 山﨑和之（23年国連大使）
- 山田滝雄（20年ベトナム大使・17年ユネスコ大使・10年ASEAN大使）
- 山本広行（23年ベラルーシ大使・20年トルクメニスタン大使）
- 和田充広（21年パキスタン大使）